# Geodena absimilis
Geodena absimilis är en fjärilsart som beskrevs av Holland 1893. Geodena absimilis ingår i släktet Geodena och familjen mätare. Inga underarter finns listade i Catalogue of Life.